# 馬丁·韓福特
馬丁·韓福特（英語：Martin Handford，1956年9月27日—）是英國著名繪本作家。

## 生平
於1980年代中期創作《威利在哪裏？》而成名。馬丁畢業典於英國肯特藝術設計學校，即現今的創作藝術大學。